# Jekutiel Blitz
Jekutiel Blitz (eigentlich Jekuthiel ben Isaac Blitz, * um 1634 in Wittmund; † 8. Januar 1684) war ein jüdischer Gelehrter, der wahrscheinlich die erste jiddische Übersetzung der Hebräischen Bibel fertigstellte.

## Leben und Wirken
Die Lebensdaten von Blitz sind unbekannt. Sicher ist nur der Geburtsort Wittmund in Ostfriesland, der in den Schriften in Amsterdam erwähnt wurde.
Seit Anfang der 1670er Jahre arbeitete Blitz in Amsterdam in der Druckerei des Uri Phoebus ha-Levi als Korrektor.
1678 stellte er als erster eine vollständige jiddische Übersetzung der Hebräischen Bibel fertig, mit Hilfe von christlichen Sponsoren und ausgestattet mit einem Privileg des polnischen Königs. Seine Übersetzung musste allerdings erst noch von den Rabbinern geprüft werden, wahrscheinlich auch wegen einiger antichristlicher Passagen. was zu Verzögerungen führte.
Nur wenige Monate später erschien eine jiddische Übersetzung der Bibel von Joseph Witzenhausen.
Die Übersetzung von Blitz kam erst 1683 in den Handel, als die Übersetzung von Witzenhausen längst etabliert war. Dessen Werk wurde mehrfach aufgelegt, von Blitz’ Übersetzung gab es keine weitere Auflage.